# Saison 2016-2017 du Séville FC
Maillots
Chronologie
Saison précédente Saison suivante
La saison 2016-2017 du Séville FC est la 115e saison du club.

## Transferts
| Nom                    | Poste             | Nationalité | Transfert            | Date            | Provenance/Destination   | Division           |
| Arrivées               |                   |             |                      |                 |                          |                    |
| Franco Vázquez         | Milieu Offensif   | Italie      | 15M d'€              | Mercato d'été   | US Palerme               | Série A            |
| Joaquín Correa         | Milieu Offensif   | Argentine   | 13M d'€              | Mercato d'été   | Sampdoria Gênes          | Série A            |
| Paulo Ganso            | Milieu de terrain | Brésil      | 9,5M d'€             | Mercato d'été   | São Paulo FC             | Brasileirão        |
| Wissam Ben Yedder      | Attaquant         | France      | 9M d'€               | Mercato d'été   | Toulouse FC              | Ligue 1            |
| Hiroshi Kiyotake       | Milieu Offensif   | Japon       | 6,5M d'€             | Mercato d'été   | Hanovre 96               | 2. Bundesliga      |
| Gabriel Mercado        | Arrière droit     | Argentine   | 2,2M d'€             | Mercato d'été   | River Plate              | Primera División   |
| Pablo Sarabia          | Milieu Offensif   | Espagne     | 1M d'€               | Mercato d'été   | Getafe CF                | LaLiga Santander   |
| Luciano Vietto         | Attaquant         | Argentine   | Prêt (3M d'€)        | Mercato d'été   | Atlético Madrid          | LaLiga Santander   |
| Matías Kranevitter     | Milieu Défensif   | Argentine   | Prêt (2M d'€)        | Mercato d'été   | Atlético Madrid          | LaLiga Santander   |
| Salvatore Sirigu       | Gardien           | Italie      | Prêt sans OA         | Mercato d'été   | Paris SG                 | Ligue 1            |
| Samir Nasri            | Milieu Offensif   | France      | Prêt sans OA         | Mercato d'été   | Manchester City          | Premier League     |
| Ciro Immobile          | Attaquant         | Italie      | Retour de prêt       | Mercato d'été   | Torino FC                | Série A            |
| Clément Lenglet        | Défenseur         | France      | 5M €                 | Mercato d'hiver | AS Nancy-Lorraine        | Ligue 1            |
| Stevan Jovetic         | Attaquant         | Monténégro  | Prêt avec OA (14M €) | Mercato d'hiver | Inter Milan              | Série A            |
| Départs                |                   |             |                      |                 |                          |                    |
| Grzegorz Krychowiak    | Milieu de Terrain | Pologne     | 33,6M d'€            | Mercato d'été   | Paris Saint-Germain      | Ligue 1            |
| Kévin Gameiro          | Attaquant         | France      | 32M d'€              | Mercato d'été   | Atlético Madrid          | LaLiga Santander   |
| Ciro Immobile          | Attaquant         | Italie      | 8,5 M €              | Mercato d'été   | Lazio Rome               | Série A            |
| Fernando Llorente      | Attaquant         | Espagne     | 5,9M d'€             | Mercato d'été   | Swansea City             | Premier League     |
| Coke                   | Arrière droit     | Espagne     | 4M d'€               | Mercato d'été   | Schalke 04               | 1. Bundesliga      |
| Diogo Figueiras        | Arrière droit     | Portugal    | 1,5M d'€             | Mercato d'été   | Olympiakos Le Pirée      | Superleague Elláda |
| Marco Andreolli        | Défenseur         | Italie      | Fin de prêt          | Mercato d'été   | Inter Milan              | Série A            |
| Federico Fazio         | Défenseur         | Argentine   | Fin de prêt          | Mercato d'été   | Tottenham Hotspur        | Premier League     |
| Éver Banega            | Milieu Offensif   | Argentine   | Fin de contrat       | Mercato d'été   | Inter Milan              | Série A            |
| José Antonio Reyes     | Milieu Offensif   | Espagne     | Fin de contrat       | Mercato d'été   | Espanyol Barcelone       | LaLiga Santander   |
| Luismi                 | Milieu de Terrain | Espagne     | Fin de contrat       | Mercato d'été   | Real Valladolid          | LaLiga 1 2 3       |
| Beto                   | Gardien           | Portugal    | Fin de contrat       | Mercato d'été   | Sporting CP              | Liga NOS           |
| Timothée Kolodziejczak | Défenseur         | France      | 7,5 M €              | Mercato d'hiver | Borussia Mönchengladbach | 1. Bundesliga      |

## Effectif

### Joueurs prêtés
| Joueurs prêtés |

| N° | P. | Nat.                 | Nom                  | Date de naissance   | Sélection | Club en prêt  |  |
| —  | M  | Drapeau de l'Espagne | Antonio Romero       | 12/10/1995 (29 ans) | –         | Mérida AD     |  |
| —  | M  | Drapeau de l'Uruguay | Sebastián Cristóforo | 23/08/1993 (31 ans) | –         | AC Fiorentina |  |
| —  | M  | Drapeau de l'Ukraine | Yevhen Konoplyanka   | 29/09/1989 (35 ans) | Ukraine   | FC Schalke 04 |  |
| —  | A  | Drapeau de l'Espagne | Juan Muñoz           | 12/11/1995 (29 ans) | –         | Levante UD    |  |

## Compétitions

### Classement
Le classement est établi sur le barème de points classique (victoire à 3 points, match nul à 1, défaite à 0).
| Rang | Équipe               | Pts | J  | G  | N  | P  | Bp  | Bc | Diff | Qualification ou relégation                                      |
| ---- | -------------------- | --- | -- | -- | -- | -- | --- | -- | ---- | ---------------------------------------------------------------- |
| 2    | FC Barcelone T S (Q) | 90  | 38 | 28 | 6  | 4  | 116 | 37 | +79  | Qualification pour la phase de groupes de la Ligue des champions |
| 3    | Atlético Madrid (Q)  | 78  | 38 | 23 | 9  | 6  | 70  | 27 | +43  | Qualification pour la phase de groupes de la Ligue des champions |
| 4    | Séville FC (Q)       | 72  | 38 | 21 | 9  | 8  | 69  | 49 | +20  | Qualification pour les barrages de la Ligue des champions        |
| 5    | Villarreal CF (Q)    | 67  | 38 | 19 | 10 | 9  | 56  | 33 | +23  | Qualification pour la phase de groupes de la Ligue Europa        |
| 6    | Real Sociedad (Q)    | 64  | 38 | 19 | 7  | 12 | 59  | 53 | +6   | Qualification pour la phase de groupes de la Ligue Europa        |

1. ↑  L'Athletic Bilbao se qualifie pour les phases de groupes de la Ligue Europa grâce à la victoire du FC Barcelone en finale de Coupe du Roi 2016-2017.

### LaLiga Santander
| Date-heure                      | J. | Adversaire             | Lieu | Résultat (Mi-temps) | Buteurs pour Séville                                                                                             | Buteurs adverses                                                            | Classement | Affluence |
| Samedi 20 août 2016 22h15       | 1  | Espanyol Barcelone     | Dom. | 6 - 4 (3 - 3)       | 15e Pablo Sarabia · 22e 45+1e Luciano Vietto · 54e Franco Vázquez · 66e Wissam Ben Yedder · 74e Hiroshi Kiyotake | 8e Pablo Piatti · 26e Hernán Pérez · 44e Víctor Sánchez · 79e Gerard Moreno | 3e         | 29 420    |
| Dimanche 28 août 2016 22h15     | 2  | Villarreal CF          | Ext. | 0 - 0 (0 - 0)       | - | -                                                                           | 4e         | 17 530    |
| Samedi 10 septembre 2016 18h15  | 3  | Las Palmas             | Dom. | 2 - 1 (0 - 1)       | 89e (pen.) Pablo Sarabia · 90+4e Carlos Fernández                                                                | 16e Tana                                                                    | 2e         | 34 112    |
| Samedi 17 septembre 2016 18h30  | 4  | SD Eibar               | Ext. | 1 - 1 (1 - 0)       | 27e Luciano Vietto                                                                                               | 64e Pedro León                                                              | 5e         | 4 270     |
| Mardi 20 septembre 2016 22h00   | 5  | Real Betis             | Dom. | 1 - 0 (0 - 0)       | 51e Gabriel Mercado                                                                                              | -                                                                           | 2e         | 39 870    |
| Samedi 24 septembre 2016 18h30  | 6  | Athletic Bilbao        | Ext. | 3 - 1 (1 - 0)       | 55e Samir Nasri                                                                                                  | 26e Mikel San José · 66e Mikel Balenziaga · 90e (pen.) Aritz Aduriz         | 6e         | 42 650    |
| Samedi 1er octobre 2016 16h15   | 7  | Deportivo Alavés       | Dom. | 2 - 1 (0 - 0)       | 74e 90e Wissam Ben Yedder                                                                                        | 84e Victor Laguardia                                                        | 3e         | 32 144    |
| Samedi 15 octobre 2016 13h00    | 8  | Club Deportivo Leganés | Ext. | 2 - 3 (0 - 1)       | 25e Franco Vázquez · 58e Samir Nasri · 85e Pablo Sarabia                                                         | 67e David Timor · 69e Alexander Szymanowski                                 | 3e         | 9 886     |
| Dimanache 23 octobre 2016 16h15 | 9  | Atlético Madrid        | Dom. | 1 - 0 (0 - 0)       | 73e Steven Nzonzi                                                                                                | -                                                                           | 2e         | 34 571    |
| Samedi 29 octobre 2016 13h00    | 10 | Real Sporting de Gijón | Ext. | 1 - 1 (1 - 1)       | 4e Luciano Vietto                                                                                                | 20e Moi Gómez                                                               | 4e         | 22 803    |
| Dimanche 6 novembre 2016 20h45  | 11 | FC Barcelone           | Dom. | 1 - 2 (1 - 1)       | 15e Vitolo | 43e Lionel Messi · 61e Luis Suárez                                          | 5e         | 40 835    |
| Samedi 19 novembre 2016 13h00   | 12 | Deportivo La Corogne   | Ext. | 2 - 3 (2 - 1)       | 44e Steven Nzonzi · 87e Vitolo · 90+2e Gabriel Mercado                                                           | 1re Ryan Babel · 42e Florin Andone                                          | 3e         | 20 277    |
| Samedi 26 novembre 2016 20h45   | 13 | Valence CF             | Dom. | 2 - 1 (0 - 0)       | 53e (csc) Ezequiel Garay · 75e Nicolás Pareja                                                                    | 65e Munir                                                                   | 3e         | 31 988    |
| Samedi 3 décembre 2016 13h00    | 14 | Grenade CF             | Ext. | 2 - 1 (1 - 0)       | 90+5e Wissam Ben Yedder                                                                                          | 27e Andreas Pereira · 56e David Lombán                                      | 3e         | 15 832    |
| Dimanche 11 décembre 2016 16h15 | 15 | Celta Vigo             | Ext. | 0 - 3 (0 - 0)       | 51e 84e 90+2e (pen.) Vicente Iborra                                                                              | -                                                                           | 3e         | 19 350    |
| Samedi 17 décembre 2016 20h45   | 16 | Málaga CF              | Dom. | 4 - 1 (4 - 0)       | 25e 28e Luciano Vietto · 34e Wissam Ben Yedder · 35e Vitolo                                                      | 64e Sandro                                                                  | 3e         | 30 394    |
| Samedi 7 janvier 2017 20h45     | 17 | Real Sociedad          | Ext. | 0 - 4 (0 - 2)       | 25e 29e 83e Wissam Ben Yedder · 73e Pablo Sarabia                                                                | -                                                                           | 2e         | 22 374    |
| Dimanche 15 janvier 2017 20h00  | 18 | Real Madrid CF         | Dom. | 2 - 1 (0 - 0)       | 85e (csc) Sergio Ramos · 90+1e Stevan Jovetić                                                                    | 67e (pen.) Cristiano Ronaldo                                                | 2e         | 40 386    |
| Dimanche 22 janvier 2017 12h00  | 19 | CA Osasuna             | Ext. | 3 - 4 (1 - 1)       | 43e 65e Vicente Iborra · 80e Franco Vázquez · 90+2e Pablo Sarabia                                                | 15e Sergio León · 63e (csc) Vicente Iborra · 90+3e Kenan Kodro              | 2e         | 15 211    |
| Dimanche 29 janvier 2017 16h15  | 20 | Espanyol Barcelone     | Ext. | 3 - 1 (2 - 1)       | 20e Stevan Jovetić                                                                                               | 4e Diego Reyes · 45e Navarro · 71e Gerard Moreno                            | 3e         | 22 280    |
| Dimanche 5 février 2017 12h00   | 21 | Villarreal CF          | Dom. | 0 - 0 (0 - 0)       | - | -                                                                           | 3e         | 33 401    |
| Dimanche 12 février 2017 18h30  | 22 | Las Palmas             | Ext. | 0 - 1 (0 - 1)       | 80e Joaquín Correa                                                                                               | -                                                                           | 3e         | 27 724    |
| Samedi 18 février 2017 20h45    | 23 | SD Eibar               | Dom. | 2 - 0 (1 - 0)       | 30e Pablo Sarabia · 90+1e Vitolo                                                                                 | -                                                                           | 3e         | 33 895    |
| Samedi 25 février 2017 16h15    | 24 | Real Betis             | Ext. | 1 - 2 (1 - 0)       | 56e Gabriel Mercado · 76e Vicente Iborra                                                                         | 36e Riza Mahamadou                                                          | 3e         | 37 110    |
| Jeudi 2 mars 2017 21h30         | 25 | Athletic Bilbao        | Dom. | 1 - 0 (1 - 0)       | 14e Vicente Iborra                                                                                               | 75e Aleksandar Katai                                                        | 3e         | 34 156    |
| Lundi 6 mars 2017 20h45         | 26 | Deportivo Alavés       | Ext. | 1 - 1 (0 - )        | 23e Wissam Ben Yedder                                                                                            | -                                                                           | 3e         | 14 448    |
| Samedi 11 mars 2017 16h15       | 27 | Club Deportivo Leganés | Dom. | 1 - 1 (1 - 1)       | 43e Stevan Jovetić                                                                                               | 33e Gabriel Appelt Pires                                                    | 3e         | 31 823    |
| Dimanche 19 mars 2017 16h15     | 28 | Atlético Madrid        | Ext. | - ( - )             | - | -                                                                           | -          | -         |
| Dimanche 2 avril 2017 12h00     | 29 | Real Sporting de Gijón | Dom. | - ( - )             | - | -                                                                           | -          | -         |
| Mercredi 5 avril 2017           | 30 | FC Barcelone           | Ext. | - ( - )             | - | -                                                                           | -          | -         |
| Dimanche 9 avril 2017           | 31 | Deportivo La Corogne   | Dom. | - ( - )             | - | -                                                                           | -          | -         |
| Dimanche 16 avril 2017          | 32 | Valence CF             | Ext. | - ( - )             | - | -                                                                           | -          | -         |
| Dimanche 23 avril 2017          | 33 | Grenade CF             | Dom. | - ( - )             | - | -                                                                           | -          | -         |
| Mercredi 26 avril 2017          | 34 | Celta Vigo             | Dom. | - ( - )             | - | -                                                                           | -          | -         |
| Dimanche 30 avril 2017          | 35 | Málaga CF              | Ext. | - ( - )             | - | -                                                                           | -          | -         |
| Dimanche 7 mai 2017             | 36 | Real Sociedad          | Dom. | - ( - )             | - | -                                                                           | -          | -         |
| Dimanche 14 mai 2017            | 37 | Real Madrid CF         | Ext. | - ( - )             | - | -                                                                           | -          | -         |
| Dimanche 21 mai 2017            | 38 | CA Osasuna             | Dom. | - ( - )             | - | -                                                                           | -          | -         |

### Ligue des champions
La Ligue des champions 2016-2017 est la 62e édition de la Ligue des champions, la plus prestigieuse des compétitions européennes inter-clubs. Elle est divisée en deux phases, une phase de groupes, qui consiste en huit mini-championnats de quatre équipes par groupe, les deux premiers poursuivant la compétition et le troisième étant repêché en seizièmes de finale de la Ligue Europa.

#### Parcours en Ligue des champions

##### Phase de groupe
| Rang | Équipe             | Pts | J | G | N | P | Bp | Bc | Diff |  | Résultats (▼ dom., ► ext.) |     |     |     |     |
| ---- | ------------------ | --- | - | - | - | - | -- | -- | ---- |  | -------------------------- | --- | --- | --- | --- |
| 1    | Juventus FC        | 14  | 6 | 4 | 2 | 0 | 11 | 2  | +9   |  | Juventus FC                |     | 0-0 | 1-1 | 2-0 |
| 2    | Séville FC         | 11  | 6 | 3 | 2 | 1 | 7  | 3  | +4   |  | Séville FC                 | 1-3 |     | 1-0 | 4-0 |
| 3    | Olympique lyonnais | 8   | 6 | 2 | 2 | 2 | 5  | 3  | +2   |  | Olympique lyonnais         | 0-1 | 0-0 |     | 3-0 |
| 4    | Dinamo Zagreb      | 0   | 6 | 0 | 0 | 6 | 0  | 15 | -15  |  | Dinamo Zagreb              | 0-4 | 0-1 | 0-1 |     |